# Розмір взуття
Ро́змір взуття́ — лінійні показники розмірів взуття, які виражають відповідність розмірів взуття фактичним розмірам стопи людини, або цифрове чи буквенно-цифрове позначення розмірів взуття або стопи відповідно до прийнятих у міжнародній практиці розмірних систем взуття.
Внутрішня форма взуття визначається розмірами та формою взуттєвої колодки, на якій виготовляється взуття. Внутрішні розміри і форма взуття повинні відповідати формо-розмірам стоп або стоп і гомілок. Це одна із головних ергономічних і фізіологічних умов нормального функціонування нижньої кінцівки. Відповідно, розміри взуття є одним із показників якості взуття (основним показником якості взуття є комфортність), а відносно рівномірне розподілення навантажень у межах опорної площі плантарної поверхні стопи — є одним із об'єктивних критеріїв раціональної конструкції взуття.
Взуття повинне бути таким, щоб його основні розміри й внутрішня форма відповідали розмірам і особливостям стопи.

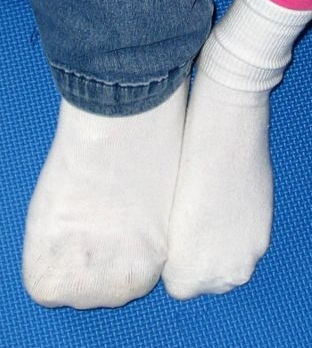
Ноги однакової довжини можуть мати різну ширину і форму.

## Лінійні розміри взуття
Лінійні розміри взуття характеризуються двома основними показниками:

1. розміром взуття — це довжина взуття, яка вимірюється у горизонтальному напрямку від крайньої точки п'яткової частини до найвіддаленішої точки носової частини підошви.

2. повнотою взуття — це охоплення пучкової частини через найбільш виступаючі зовнішні та внутрішні ділянки стопи.

## Розмірні системи взуття

### Метрична система

Розмір вимірюється від найбільш виступаючої точки п'ятки до найбільш виступаючого пальця, в міліметрах, без урахування декоративних припусків.
Повнота виражається в цифрах від 1 до 12. Інтервал між розмірами становить 4 мм.
Стандартні методи визначення розмірних показників шкіряного взуття та правила його маркування регламентовані в нормативно-технічній документації, що є чинною в Україні: ГОСТ 9289 – 78, ГОСТ 7296 – 81, ГОСТ 11373 – 88, ДСТУ 2157 – 93, ДСТУ 3164 – 95.

### Французька система
Система застосовується в країнах Європи.
Позначення розмірів здійснюється за штихмасовою системою, де основною одиницею вимірювання є штих — 0,667 см (тобто інтервал між номерами взуття становить 0,67 см). Розмір в такій системі вимірюється як довжина устілки, тобто враховується припуск на декоративні деталі взуття. Цей припуск прийнято вважати за 10 мм.
Повнота вимірюється в цифрах від 1 до 8. Інтервал між цими розмірами становить 3 мм.

### Англійська система
В цій системі вимірювання розмірів проводять в 1/3 дюйма (1 дюйм = 2,54 см). Точкою відліку розмірів взуття прийнятий стандартний розмір ноги новонародженого, який дорівнює 4 дюйми.
Повнота в цій системі позначається літерами A, B, C, D, F.
Крім основних позначень повноти взуття використовується ще п'ять додаткових розмірів повноти в бік зменшення: 2А, 3А, 4А, 5А, 6А та п'ять розмірів повноти в бік збільшення: 2F, 3F, 4F, 5F, 6F), а також додаткові розміри для середньої повноти 2Е, 3Е, 4Е.

### Американська система
Розміри позначають в дюймах. Система подібна до англійської, проте різниця полягає в тому, що в американській системі найменший розмір менше ніж в англійській на 1/2 дюйма, тобто на 2,1 мм, а розміри проставляються через 1/3 дюйма.
Для жіночого взуття в американській розмірній системі взуття існує окрема підсистема особливістю якої є те, що значення розмірів ще більше зсуваються в бік зменшення і мають цифрові позначення від 1 до 13.
Повнота взуття позначається в американській системі за допомогою літер: WWW, WW, W, M, S, SS, SSS — від більшої повноти — WWW до найменшої — SSS, та цифрами — від 1 до 8.

### Таблиці відповідностей
Довжина стопи в мілліметрах.
- Mondopoint — міжнародна система, використовується в воєнній промисловості, розмір дорівнює довжині стопи в мілліметрах;
- EU — європейский розмір, є приблизним, наприклад, в німецькому і італійському взутті такого ж розміру, можуть бути відмінності;
- UK — британський розмір, а також в багатьох країнах що раніше входили в Британську імперію, наприклад в Індіі;
- US Men — американський чоловічий розмір;
- US Women - американський жіночий розмір;